# Olszynka (województwo opolskie)
Olszynka (niem. Ellsnig, cz. Olšinka) – wieś w Polsce położona w województwie opolskim, w powiecie prudnickim, w gminie Lubrza. Historycznie leży na Górnym Śląsku, na ziemi prudnickiej. Położona jest na terenie Wysoczyzny Bialskiej, będącej częścią Niziny Śląskiej.
W latach 1954–1972 wieś należała i była siedzibą władz gromady Olszynka. W latach 1975–1998 miejscowość położona była w województwie opolskim.
Według danych na 31 grudnia 2013 r. wieś była zamieszkana przez 267 osób.

## Geografia
Wieś jest położona w południowo-zachodniej Polsce, w województwie opolskim, około 1,5 km od granicy z Czechami, na Wysoczyźnie Bialskiej, tuż przy granicy gminy Lubrza z gminą Biała. Należy do Euroregionu Pradziad. Leży na wysokości 260 m n.p.m.
W Olszynce panuje klimat umiarkowany ciepły. Średnia temperatura roczna wynosi +8,0 °C. Duże zróżnicowanie dotyczy termicznych pór roku. Średnie roczne opady atmosferyczne w rejonie Olszynki wynoszą 634 mm. Dominują wiatry zachodnie.

## Nazwa
W alfabetycznym spisie miejscowości na terenie Śląska wydanym w 1830 roku we Wrocławiu przez Johanna Knie wieś występuje pod polską nazwą Olschinka oraz nazwą zgermanizowaną Ollschnig. Topograficzny opis Górnego Śląska z 1865 roku notuje wieś pod obecnie stosowaną, polską nazwą Olszynka, a także niemiecką Ellsnig we fragmencie: „Ellsnig (1442 Ellschnig, polnisch Olszynka)”. 9 września 1947 r. nadano miejscowości polską nazwę Olszynka. Nazwa wsi pochodzi od słowa „olszyna”, oznaczającego rodzaj lasu, który mógł w tym miejscu rosnąć.

## Historia
Najstarsze znaleziska archeologiczne z Olszynki, odkryte w czasach niemieckich podczas budowy drogi, datowane są na epoki kamienia i brązu. Pomiędzy Olszynką i Laskowicami znaleziono cmentarzysko z epoki brązu, zawierające urny z prochami zmarłych.

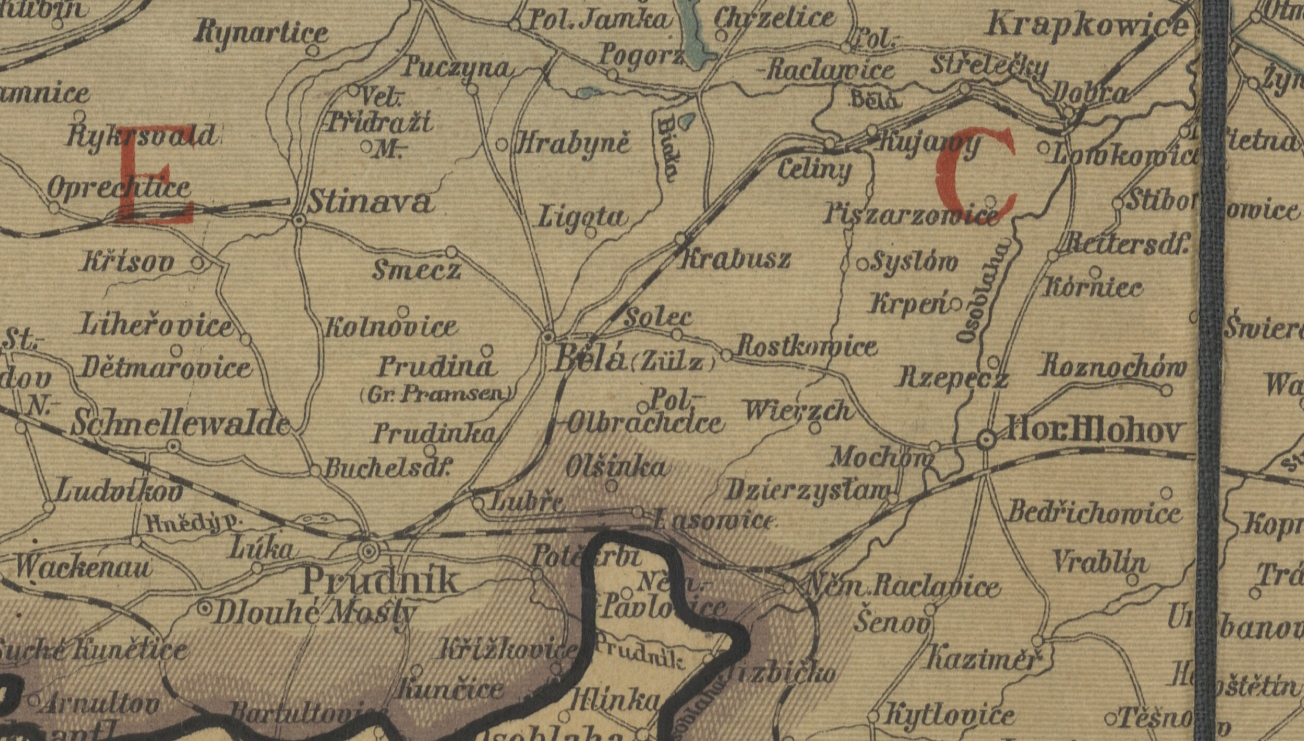
Olszynka (Olšinka) wśród miejscowości ziemi prudnickiej na czeskiej mapie z 1922

Wieś po raz pierwszy wzmiankowana była w 1379 jako Olzna, następnie w 1418 jako Olschinka i w 1442 jako Ellschnig. Miejscowość rozwinęła się przy majątku rycerskim. Nie jest znane nazwisko rodu, który w średniowieczu był właścicielem Olszynki. Wieś znajdowała się w księstwach śląskich. W 1576 właścicielem Olszynki był Jerzy Stosch z Kunic.
Do 1742 wieś należała do powiatu sądowego głogóweckiego w Monarchii Habsburgów. Po I wojnie śląskiej znalazła się w granicach Królestwa Prus i weszła w skład powiatu prudnickiego w prowincji Śląsk. W 1746 właścicielem Olszynki był „von Nese” (przypuszczalnie starosta prudnicki Heinrich Gottfried von Näse), który posiadał również folwark Józefówek. W połowie XVIII wieku we wsi mieszkało 6 rolników oraz 16 zagrodników i ogrodników. Następnym właścicielem majątku został pruski rotmistrz Karl Ludwig Heinrich von Kurssel. Według mapy z połowy XVIII wieku na północ oraz północny zachód od majątku, na potoku płynącym przez wieś znajdowały się dwa zbiorniki wodne. Friedrich Albert Zimmermann w 1784 notował, że ówcześni mieszkańcy Olszynki byli ewangelikami.

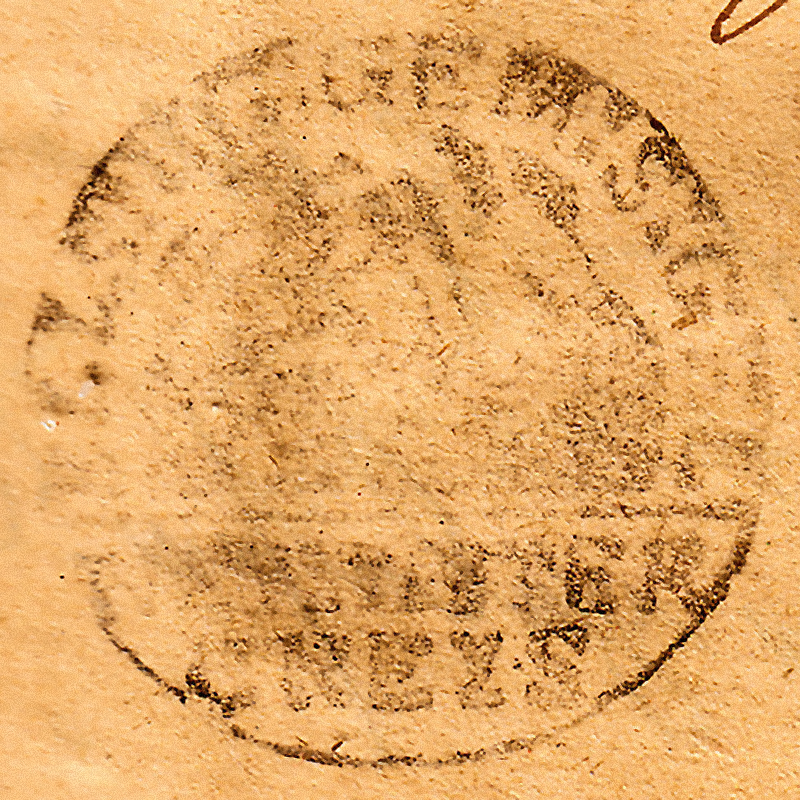
Pieczęć Olszynki (1875)

W 1810 miejscowość przeszła w posiadanie Ernestine von Dungern z domu Gaffron, a 50 lat później właścicielem majątku była rodzina Tripke. W 1855 wieś liczyła 286 mieszkańców, a sześć lat później już 309, z czego 234 to ewangelicy, a 75 – katolicy. W 1861 we wsi funkcjonowała szkoła ewangelicka, do której uczęszczały również dzieci katolickie, a w 1888 w Olszynce były dwie jednoklasowe szkoły wyznaniowe. Stromy stok wzgórza przy drodze w kierunku Słokowa był wykorzystywany jako piaskownia. August Tripke sprawował w 1874 funkcję naczelnika okręgu urzędowego w Olszynce. W majątku uprawiano pszenicę, jęczmień, kukurydzę i rośliny oleiste. Na przełomie lat 60. i 70. XIX wieku przystąpił do przebudowy swojego dworu. Grobowiec rodziny Tripke zachował się na cmentarzu w Nowym Browińcu. Po śmierci Augusta w 1906 majątek w Olszynce przeszedł w ręce innych właścicieli. Wieś posiadała swoją własną pieczęć z napisem w otoku: ELLSNIG: GEM: SIGEL / NEYSTAETER CREYS (pol. Gmina Olszynka / Powiat Prudnicki).

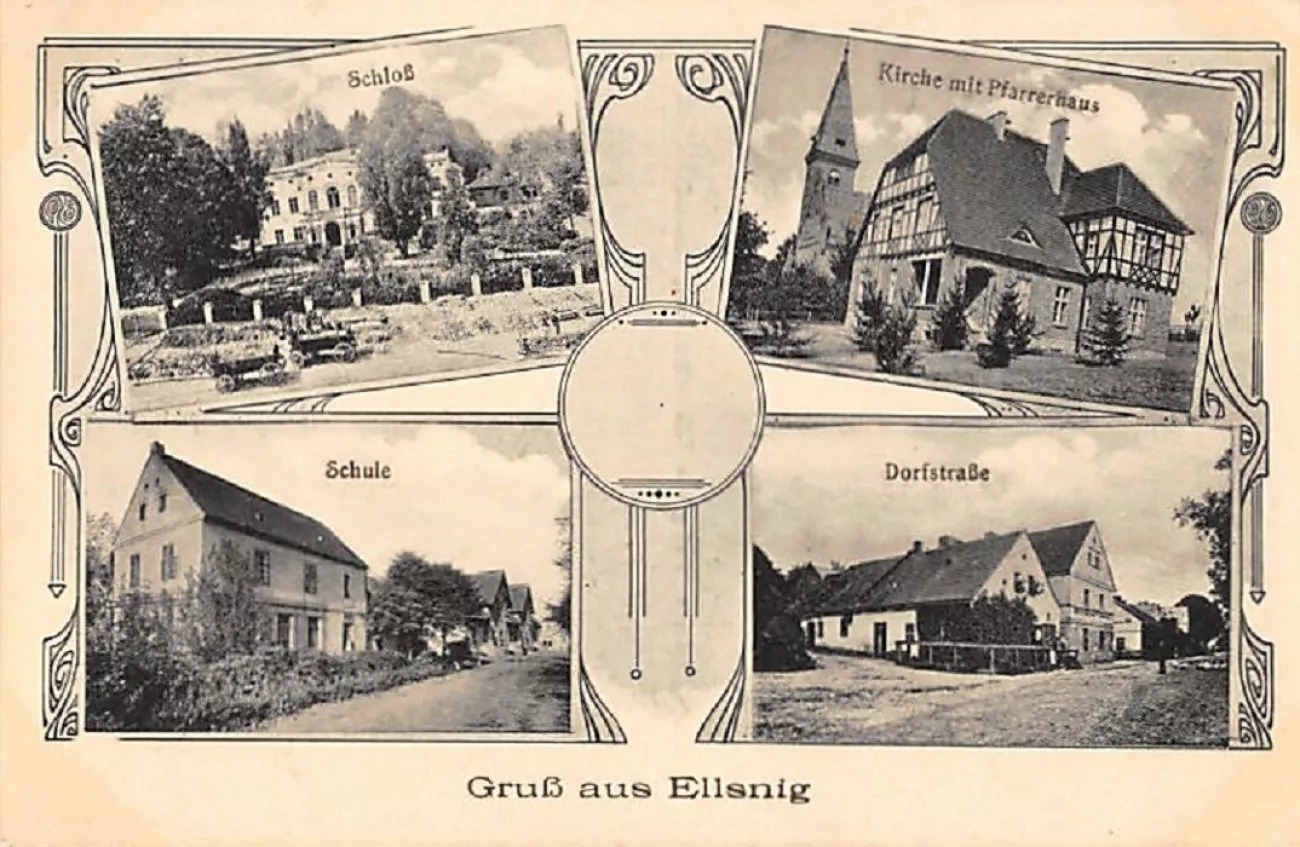
Widokówka z Olszynki z 1918

W latach 1899–1900 wzniesiono nowy kościół ewangelicki w Olszynce. Według spisu ludności z 1 grudnia 1910, na 298 mieszkańców Olszynki 277 posługiwało się językiem niemieckim, 19 językiem polskim, a 2 innym językiem. W 1921 w zasięgu plebiscytu na Górnym Śląsku znalazła się tylko część powiatu prudnickiego. Olszynka znalazła się po stronie wschodniej, w obszarze objętym plebiscytem. Do głosowania uprawnione były w Olszynce 324 osoby, z czego 151, ok. 46,6%, stanowili mieszkańcy (w tym 136, ok. 42% całości, mieszkańcy urodzeni w miejscowości). Oddano 318 głosów (ok. 98,1% uprawnionych), w tym 318 (100%) ważnych; za Niemcami głosowało 318 osób (100%), a za Polską 0 osób (0%). W Olszynce działało przejście graniczne na czas głosowania.
W 1921 właścicielem majątku w Olszynce był hrabia von Kanitz. W latach 20. XX wieku na głównym skrzyżowaniu miejscowości powstał pomnik w postaci obelisku upamiętniający mieszkańców wsi, którzy zginęli podczas I wojny światowej. Następnie przeniesiono pomnik na plac przed dworem. W 1937 w Olszynce mieszkało 298 osób. Wójtem wsi był Berhard Weiner. W sklepie w kamiennym budynku przy drodze w kierunku Słokowa Ewald Hurtig zajmował się sprzedażą rowerów.
Po II wojnie światowej, od marca do maja 1945 powiat prudnicki znajdował się pod kontrolą radzieckiej komendantury wojskowej. 11 maja 1945 polska administracja przejęła władzę cywilną w powiecie prudnickim. Osiedlono w niej wówczas część polskich osadników z Małopolski a także repatriantów z Kresów Wschodnich. Niemieckojęzyczna ludność została wysiedlona na zachód.
W latach 1945–1950 Olszynka należała do województwa śląskiego, a od 1950 do województwa opolskiego. W latach 1945–1954 wieś należała do gminy Lubrza, a w latach 1954–1972 była siedzibą gromady Olszynka.
Po przekształceniach majątkowych folwark z dworem w Olszynce przejęła Stadnina Koni w Prudniku. Dotychczasową świątynię ewangelicką przejęli katolicy, kościół poświęcono Matce Bożej Anielskiej. Na początku lat 50. XX wieku we wsi uruchomiono punkt felczerski, który w latach 1968–1969 przekształcono w wiejski ośrodek zdrowia. W Olszynce uruchomiono wodociągi. W południowej części wsi powstały budynki pełniące funkcje medyczne, kulturalne i oświatowe. Budynek szkolny został rozbudowany.
Z okazji roku milenijnego w centrum wsi postawiono jubileuszowy krzyż. W 2007 Olszynka przystąpiła do Programu Odnowy Wsi Opolskiej.

## Liczba mieszkańców wsi
- 1871 – 301[28]
- 1885 – 293[29]
- 1905 – 247[30]
- 1910 – 232[31]
- 1933 – 297[32]
- 1939 – 260[32]
- 1966 – 386[33]
- 1998 – 323[34]
- 2002 – 272[34]
- 2009 – 274[34]
- 2011 – 284[34]
- 2012 – 275[6]
- 2013 – 267[35]

## Zabytki
Do wojewódzkiego rejestru zabytków wpisany jest:
- park pałacowy, z 1840 r., z poł. XIX w.

Zgodnie z gminną ewidencją zabytków w Olszynce chronione są ponadto:
- układ ruralistyczny, z XIV w.
- budynek mieszkalno-gospodarczy nr 24, z XIX/XX w.
- budynek mieszkalny nr 24, z 1 ćw. XX w.
- budynek mieszkalny nr 31, z 4 ćw. XIX w.
- budynek mieszkalny nr 41A, z pocz. XX w.
- zespół dworsko-folwarczny, nr 41
  - dwór/pałac, z XVIII/XIX w.; przeb. l. 60/70. XIX w.
  - obora, z 1 poł. XIX w.
  - budynki gospodarcze, z 1 poł. XIX w.
  - obora, z 1899–1900 r.
- cmentarz, z XIX/XX w.

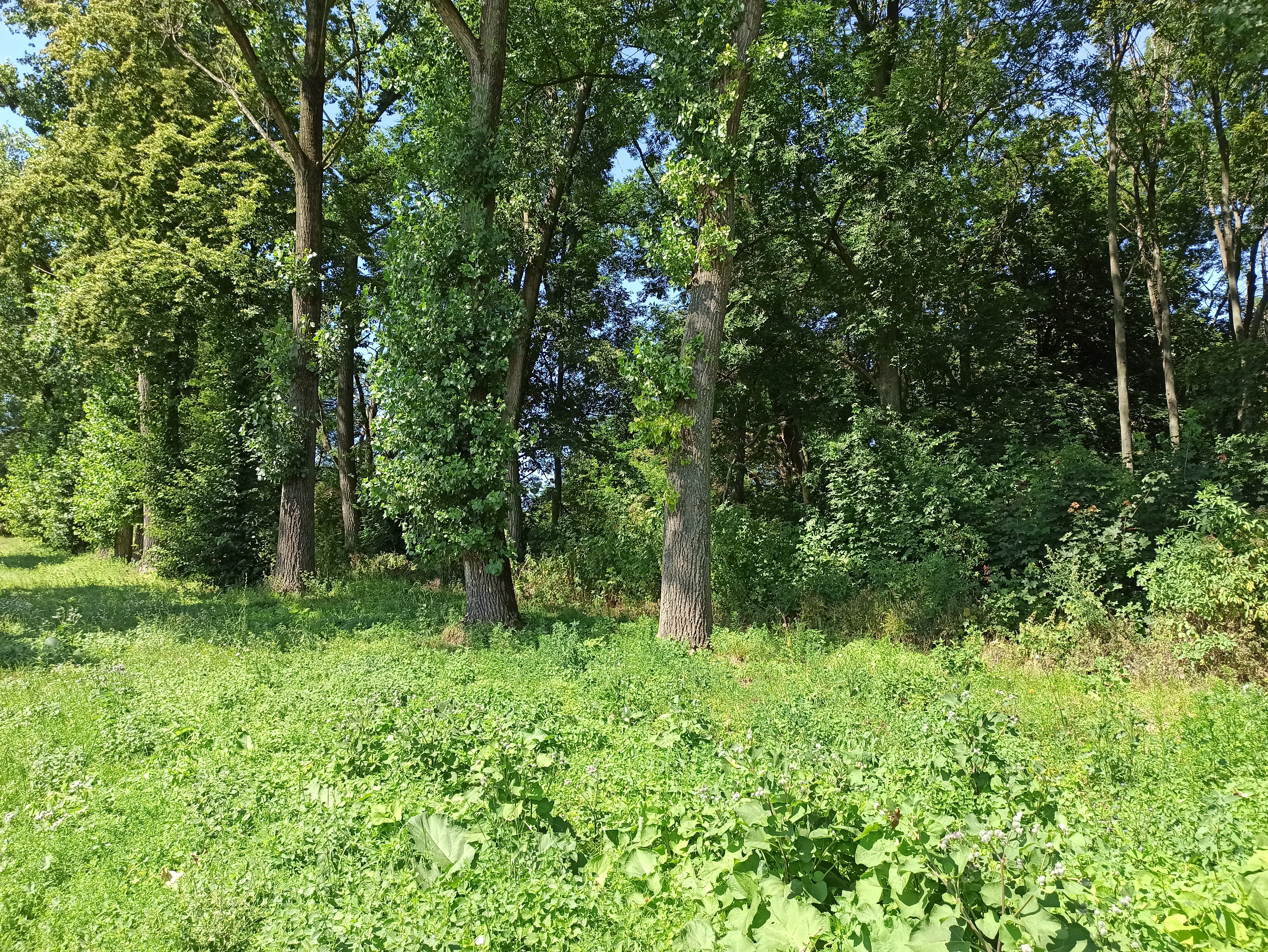
Park pałacowy (nr 41), 1840, 2. poł. XIX w. (lipiec 2020)
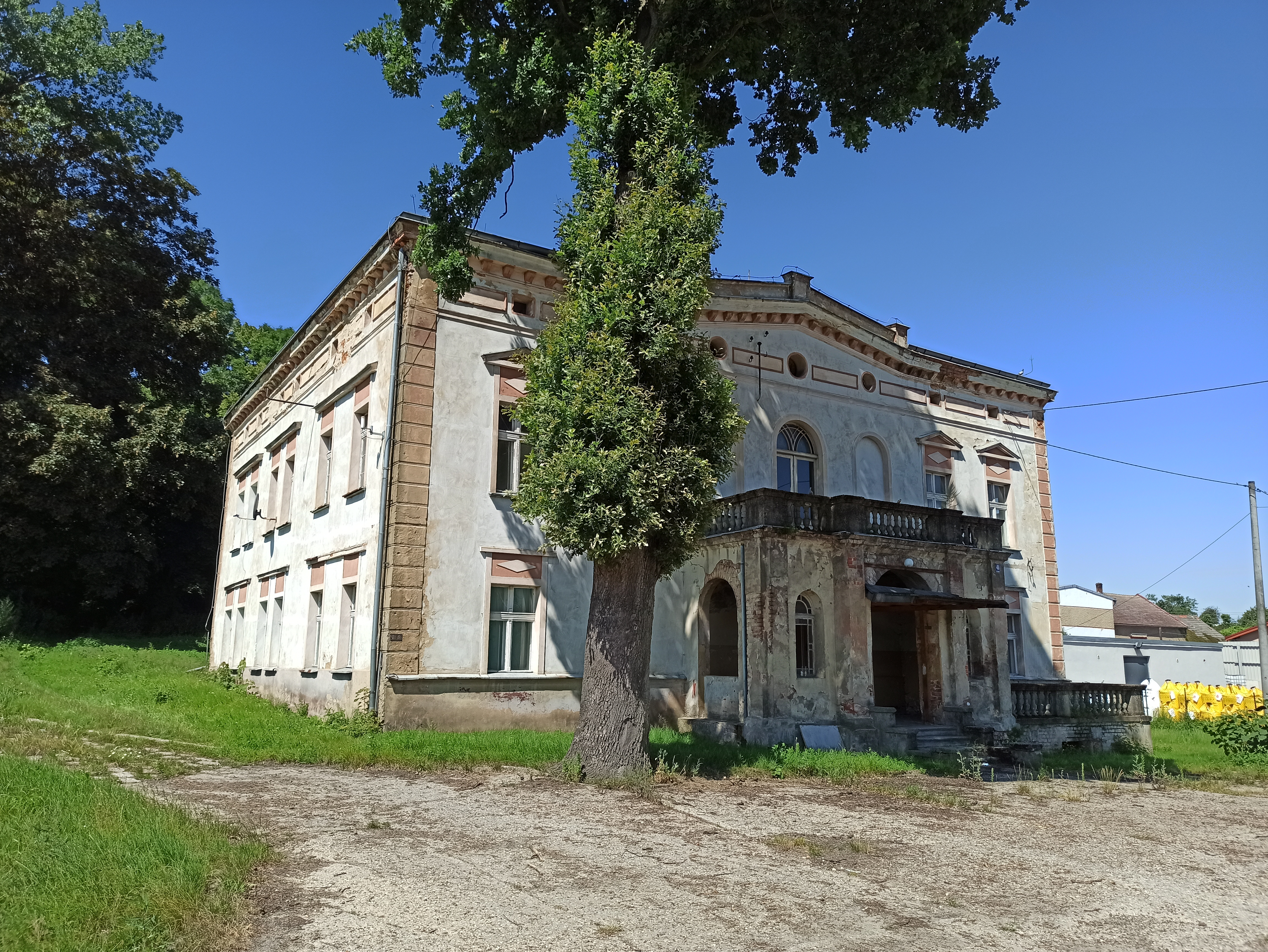
Olszynka 41, dwór/pałacyk (lipiec 2020)
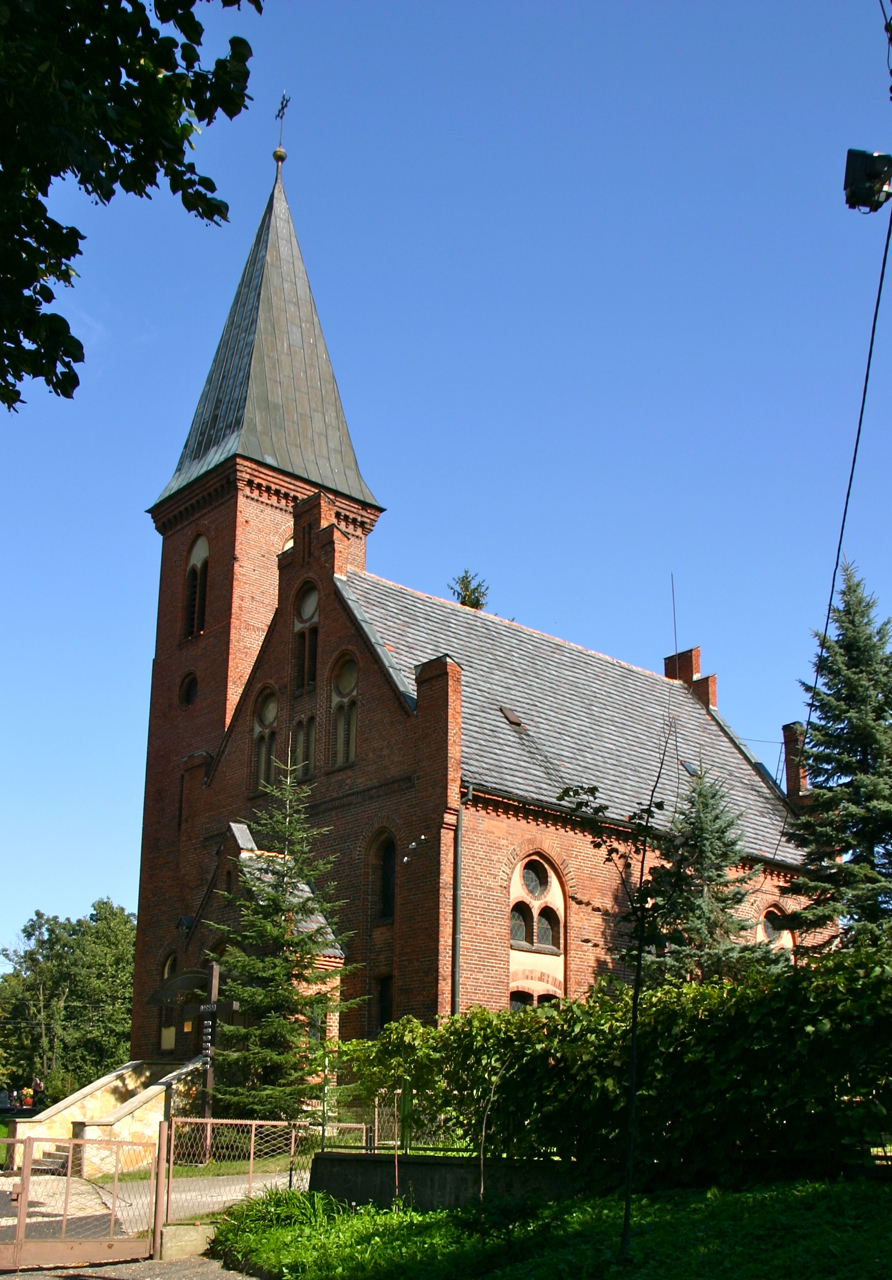
Kościół pw. Matki Bożej Anielskiej (wrzesień 2011)
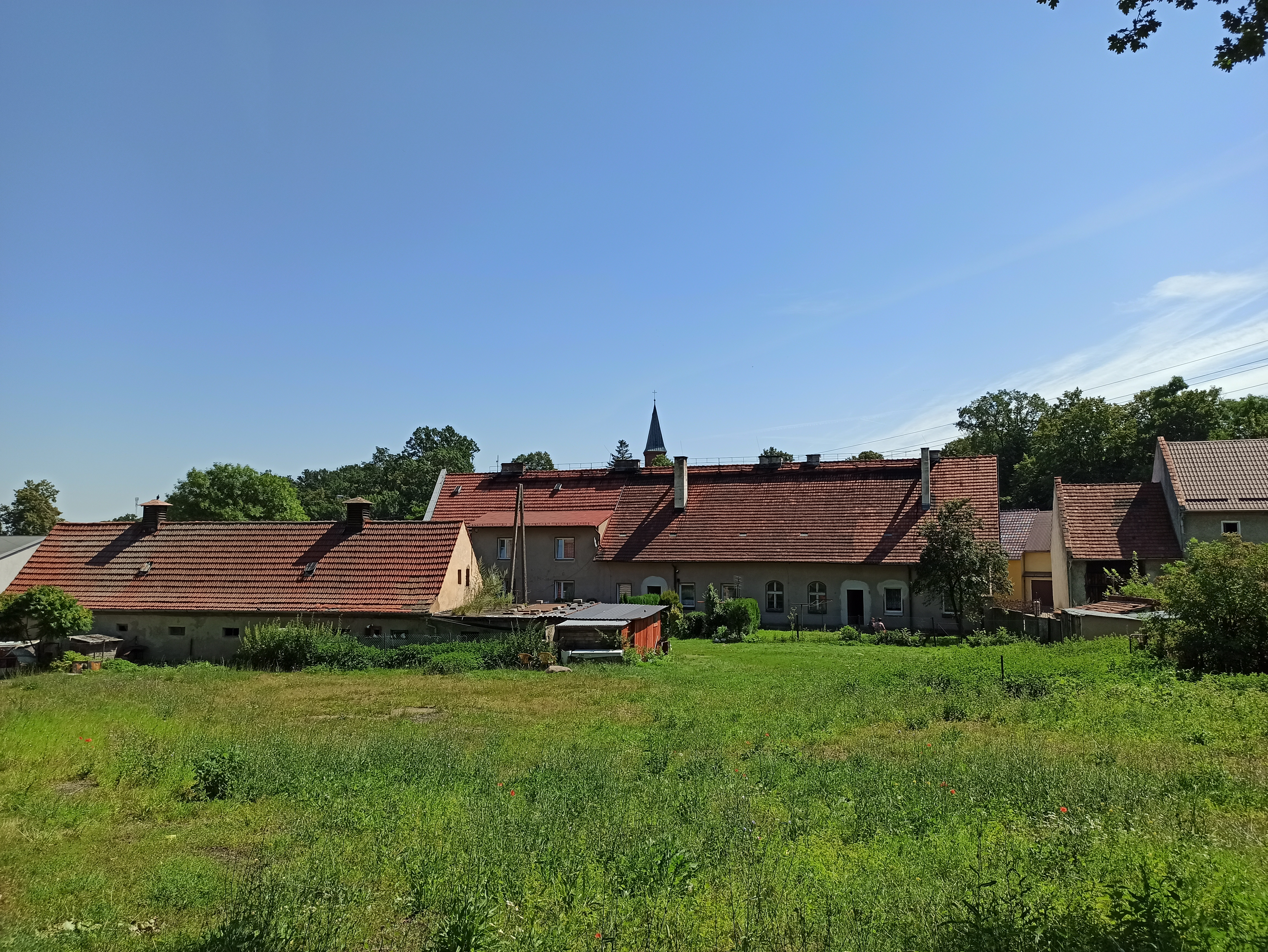
Olszynka (lipiec 2020)

## Gospodarka
W Olszynce siedzibę ma firma Organmistrzostwo Kamerton, zrzeszona w Cechu Rzemieślników i Przedsiębiorców w Prudniku.

## Transport

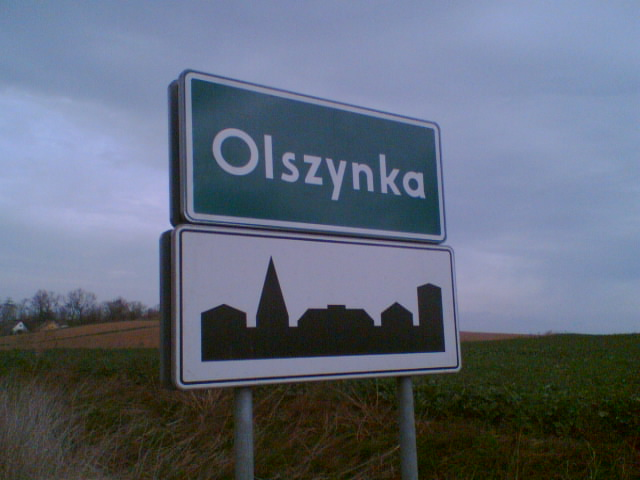
Tablica przy wjeździe do Olszynki

W zarządzie Wydziału Drogownictwa Starostwa Powiatowego w Prudniku znajdują się drogi powiatowe: nr 1275O relacji Dobroszewice – Józefów – Olszynka oraz nr 1279O relacji Olszynka – Słoków.
Olszynka posiada połączenia autobusowe z Głogówkiem, Głubczycami, Głuchołazami, Kędzierzynem-Koźlem, Lubrzą, Nowym Browińcem, Prudnikiem. We wsi znajdują się trzy przystanki autobusowe – „Olszynka 01”, „Olszynka 02”, „Wieś”.

## Religia
W Olszynce znajduje się katolicki kościół Matki Bożej Anielskiej, który należy do parafii Wszystkich Świętych w Nowym Browińcu (dekanat Głogówek).

## Sport
We wsi funkcjonował klub piłkarski LZS Olszynka. W 2005, z okazji 60. rocznicy istnienia Podokręgu Związku Piłki Nożnej w Prudniku, klub otrzymał pamiątkowy puchar.

## Turystyka
Oddział PTTK „Sudetów Wschodnich” w Prudniku ustanowił turystyczną Odznakę Krajoznawczą Ziemi Prudnickiej, którą zdobywa się poprzez zwiedzenie odpowiedniej liczby obiektów w miejscowościach położonych na ziemi prudnickiej, w tym w Olszynce.

### Szlaki rowerowe
Przez Olszynkę prowadzi szlak rowerowy:
- Trasa rowerowa PTTK nr 266-z: Lubrza – Olszynka – Laskowice – Dytmarów-Stacja – Dytmarów – Krzyżkowice – góra Kłobuczek – Trzebina – Prudnik-Las – Trzebina – Skrzypiec – Jasiona – Lubrza

## Bezpieczeństwo
Miejscowość jest pod opieką dzielnicowego rejonu służbowego nr 8 Komendy Powiatowej Policji w Prudniku.
Teren wsi, jak i całej gminy Lubrza, położony jest w strefie nadgranicznej w związku z czym Straż Graniczna dysponuje, na tym obszarze, specjalnymi kompetencjami w zakresie bezpieczeństwa. Gminę Lubrza obejmuje zasięgiem służbowym placówka Straży Granicznej w Opolu ze Śląskiego Oddziału SG.

## Ludzie związani z Olszynką
- Katarzyna Czochara (ur. 1969) – nauczycielka, posłanka na Sejm, wychowana w Olszynce